# Cadu Cortez
Carlos Eduardo Sica Cortez mais conhecido como Cadu Cortez (São Paulo, 25 de fevereiro de 1980 — Guarulhos, 3 de março de 2020) foi um locutor e jornalista esportivo que  trabalhou na DAZN, e participava ativamente na bancada do Jornal da Cultura.

## Biografia
Cadu Cortez era formado em Comunicação Social pela FIAM (Faculdades Integradas Alcântara Machado), atual FMU (Centro Universitário das Faculdades Metropolitanas Unidas). Estreou na Nativa FM e depois trabalhou na Rádio Bandeirantes, Rádio Capital e Rádio Eldorado. Também teve passagem marcante pela Rádio Sul América Trânsito (atual Rádio Trânsito) e pela 105 FM, nesta última sendo setorista do São Paulo.
De 2002 a 2011 foi o locutor dos eventos realizados pela Red Bull no Brasil. Na TV, começou em 2009 no SBT como repórter especial do Programa do Ratinho. Na TV Cultura foi apresentador dos programas Guia do Trânsito, Guia do Dia e do Hora do Esporte, quadro esportivo do Jornal da Cultura. 
Em 2015, fez o prefácio do capítulo V (A nova safra) do livro Os Mestres do Espetáculo, sobre os maiores narradores esportivos da história do rádio brasileiro, no qual foi mencionado como o futuro da narração esportiva brasileira.
"Não existe jogo de futebol se não tiver narração. Nos outros paises é outro tipo de narração, não tem emoção. Aqui no Brasil a gente tem os melhores... A melhor narração do mundo, pode ter certeza" .
Em paralelo seguiu como narrador e trabalhou no Fox Sports Brasil. Trabalhou também na cobertura dos Jogos Pan-Americanos de 2019, narrando pela Record News. No final de 2019, passou a narrar os jogos do Campeonato Italiano pelo canal de streaming esportivo DAZN.
Morte
Na madrugada de 3 de março de 2020, ao voltar de uma viagem de Buenos Aires para São Paulo, Cadu passou mal. Ao chegar ao Aeroporto de Guarulhos, foi socorrido e levado ao hospital. Após sofrer várias paradas cardíacas, Cadu não resistiu e morreu..